# Otto Wöhrmann
Otto Wöhrmann (* 24. Januar 1897 in Leveste; † 2. Dezember 1970 in Celle) war ein deutscher Richter.

## Leben
Nach dem Abitur am Kaiser-Wilhelm-Gymnasium in Hannover studierte er ab Ostern 1915 an der Universität Göttingen Rechtswissenschaften und wurde Mitglied der Verbindung Lunaburgia. Ab 22. September 1916 war er Kriegsteilnehmer des Ersten Weltkriegs. Nach der Entlassung am 20. Februar 1919 nahm er sein Studium in Göttingen wieder auf. Nach insgesamt sechs Semestern bestand er am 26. Juni 1920 in Celle das Referendarexamen und wurde anschließend zum Dr. jur. promoviert. Drei Wochen nach dem Examen bestand er das Rigorosum in Göttingen und legte im Oktober 1921 seine Dissertation vor: „Der Anspruch des Aktionärs auf die Dividende“. Am 27. August 1923 bestand er in Berlin das Assessorexamen. Im Juli 1926 ernannte man ihn zum Amtsgerichtsrat in Fürstenau und im November 1929 wurde er an das Amtsgericht in Celle versetzt.

### Richter in der NS-Zeit
Am 1. Mai 1934 wurde er zum Oberlandesgerichtsrat am Oberlandesgericht Celle und zum Erbhofgerichtsrat am Landeserbhofgericht ernannt.
Bekannt war sein Kommentar zum Reichserbhofgesetz. Durch die umfangreiche Einzelfallrechtsprechung verdoppelte sich der Kommentar von der zweiten Auflage 1934 zur dritten Auflage 1939 im Umfang. Gleichzeitig wechselte der Kommentar zur Loseblattausgabe.

#### Oberkriegsgerichtsrat
Von August 1939 bis September 1945 nahm er am Zweiten Weltkrieg teil. Beim Infanterieersatzbataillon 487 wurde Wöhrmann zum Oberleutnant und Hauptmann der Reserve befördert. Nach knapp zwei Jahren wurde er Heeresrichter. Zunächst war er kurz Feldkriegsgerichtsrat beim Gericht der 3. Division z. b. V. 411 in Hannover. Dann kam er nach Paris zum Gericht des Kommandanten von Groß-Paris und wurde Abteilungsleiter des Sonderdezernates B „Spionage und Feindsbegünstigung“ in der er sich „besonders als Verhandlungsleiter in großen Landesverrats- und Spionagesachen hervorgetan“ hat. In der dienstlichen Beurteilung vom 3. Dezember 1941 zur Beförderung zum Oberkriegsgerichtsrat hieß es: „Doktor Wöhrmann ist Parteimitglied und seine politische Haltung bietet die Gewähr dafür, daß er jederzeit rückhaltlos für den Führer und den nationalsozialistischen Staat eintreten wird. Nach seinen Leistungen halte ich ihn für befähigt, jederzeit in einer Stellung verwendet zu werden, in der aktive Kriegsgerichtsräte verwendet werden.“ Am 24. Juli 1943 wurde er an das Sonderstandgericht des Reichskriegsgerichts versetzt. Am 10. Oktober 1943 kam er zum Gericht der Wehrmachtkommandantur Berlin. Mit der Errichtung des Zentralgerichts des Heeres in Berlin-Charlottenburg wurde er dorthin versetzt. Dort betreute er die politischen Strafsachen in den Fällen des Heimtückegesetzes und der Kriegssonderstrafrechtsverordnung.

#### Todesurteile

##### Joachim Hertslet und Anton Hamm

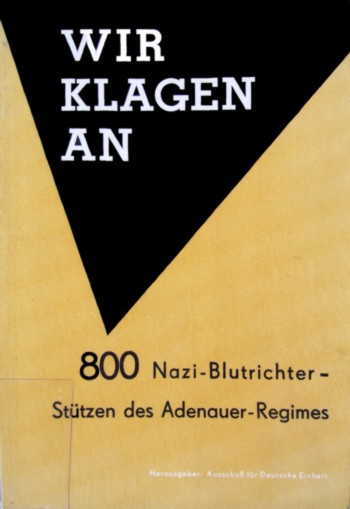
Blutrichterbroschüre vom Februar 1959

Am 30. Oktober 1943 verurteilte Wöhrmann antragsgemäß den Gefreiten Joachim Hertslet und den Unteroffizier Anton Hamm zum Tode. Sie hatten in der Eberswalder Kaserne stark alkoholisiert ein Hitlerbild von der Wand gerissen und zerstört. Da bei einem Bombenangriff auf das Heeresarchiv in Potsdam Verfahrensakten und Urteil vernichtet wurden, wurde das Verfahren wiederholt. Kriegsgerichtsrat Klein verurteilte zwar ebenfalls nach § 5 der Kriegssonderstrafrechtsverordnung wegen Wehrkraftzersetzung, aber das Strafmaß betrug für beide je ein Jahr Gefängnis, da ihnen die Volltrunkenheit als mildernder Umstand angerechnet wurde.

##### Werner Kleffel
Rittmeister Werner Kleffel wurde wegen defätistischer Äußerungen in Russland von zwei jungen Leutnants denunziert. Der Rittmeister war damals beim Leitstab des Höheren Kommandeurs der Nachschubtruppen der Heeresgruppe Mitte tätig und hatte vor Untergebenen den bekannten Spottnamen „Anstreicher“ benutzt: Niemand kann gleichzeitig Anstreicher, Maler, Architekt, Feldherr und Staatsmann sein. Er soll Adolf Hitler außerdem gesprächsweise als Syphilitiker und paranoide Erscheinung bezeichnet haben. Am 11. Dezember 1943 verurteilte Kriegsrichter Klein deswegen Kleffel zu 5 Jahren Zuchthaus. Feldmarschall Keitel ordnete eine neue Verhandlung an. Wöhrmann verurteilte nach kurzen Prozess am 30. August 1944 Kleffel zum Tode. Mit Hilfe des Chefrichters beim Zentralgericht des Heeres, Generalrichter Helmuth Rosencrantz, und dem Oberfeldrichter Baecker wurde die Vollstreckung des Todesurteils an Kleffel zur Bewährung ausgesetzt. Die beiden wussten, dass Kleffel ein Vetter Carl Goerdelers war, teilten dies Wöhrmann allerdings nicht mit. Kleffel kam zu Bewährung zu den Kleinkampfverbänden der Kriegsmarine, die als Himmelfahrtskommando galten. Diese Kampfverbände unterstanden aber seinem Vetter Vizeadmiral Hellmuth Heye, so dass er nicht zum Einsatz kam. Kleffel überlebte und war später als Oberstaatsanwalt in Hildesheim tätig.

##### Willi Mader
Der Unteroffizier Willi Mader wurde von Wöhrmann am 3. November 1944 zum Tode verurteilt. Am 24. Juli 1944 unterhielt Mader sich mit einer ihm unbekannten Frau. Während der Unterhaltung überließ er ihr ein Flugblatt mit dem „Manifest des Nationalkomitees Freies Deutschland an die Wehrmacht und das deutsche Volk“. Mader wurde von der Frau denunziert.

### Richter in der Bundesrepublik

#### Agrarrecht
Am 1. Juni 1947 wurde er wieder als Oberlandesgerichtsrat in Celle tätig und wurde im Landwirtschaftssenat eingesetzt. Vom 1. Mai 1952 bis zu seiner Pensionierung am 1. Oktober 1962 war Senatspräsident des Landwirtschaftssenats. Seinem Senat kam unter den Landwirtschaftsgerichten in der Bundesrepublik eine hervorragende Stellung zu. Er gilt als „Vater des (neuen) Höferechts“ und rettete Grundsätze des Reichserbhofrechts in die Höfeordnung (HöfeO). Die britische Militärregierung erließ am 24. April 1947 die Verordnung Nr. 84 für die Länder der britischen Besatzungszone, die im Anhang die HöfeO enthielt. Bei den Verhandlungen der deutschen Vertretern mit der Militärregierung war Wöhrmann beteiligt. Seit 1957 wirkte Wöhrmann einige Jahre am Institut für international vergleichendes Agrarrecht in Florenz. In seinem Kommentar zum Agrarrecht war noch die Rede von „Ausmerzung leitungsunfähiger oder leistungsunwilliger Eigentümer“ oder vom „natürlichsten und wirksamsten Ausleseprinzip“. Von Mai 1949 bis zu seinem Tod 1970 war er Schriftleiter der damals einzigen Agrarrechtszeitschrift Recht der Landwirtschaft.

#### Aufarbeitung der Todesurteile
Die Frau des Unteroffiziers Mader und ihre beiden Kinder beantragten Sonderhilfe nach dem niedersächsischen Gesetz für Verfolgte der nationalsozialistischen Gewaltherrschaft vom 22. September 1948. Rückwirkend zum 1. Oktober 1948 bekam sie am 23. Mai 1949 Hinterbliebenenrente und Waisenrente. Am 11. Februar 1950 wurde ihr die Haftentschädigung Maders zugesprochen. Der Regierungspräsident in Stade versuchte 1952 die Bescheide anzufechten: „Auch nach nochmaliger Prüfung muss ich an meinem Standpunkt festhalten, dass im Falle Mader keine politische Überzeugungstäterschaft vorliegt.“ Mader habe „und das ist das Entscheidende – nicht aus der Hand gegeben, um bewusst antinationalsozialistische Propaganda zu betreiben. Er hat es unverständlicherweise der ihm gänzlich unbekannten Hildegard S. überlassen, ohne sich irgendwelche Gedanken darüber zu machen, welche Folgen das für ihn haben könnte.“
Der von Wöhrmann verurteilte Gefreite Hertslet zeigte Wöhrmann am 1. Dezember 1957 wegen Rechtsbeugung und versuchten Totschlags an. Joachim Hertslet war eine schillernde Figur der frühen Bundesrepublik. Vor Ausbruch des Zweiten Weltkriegs war er für die deutsche Reichsregierung in Mexiko tätig. Der Wirtschaftsfachmann beschaffte mexikanisches Öl und spielte eine Rolle bei Intrigen der deutschen Abwehr gegen die Wiederwahl Präsident Roosevelts. Nach dem Krieg stellte er die ersten Kontakte zwischen der Bundesrepublik und Südamerika her. 1952 fiel er in Ungnade bei Konrad Adenauer, weil Hertslet die Wiedergutmachungspolitik mit Israel kritisierte. 1959 beschied ihm der Berliner Generalstaatsanwalt beim Kammergericht: „Bezüglich der von Ihnen beschuldigten Wöhrmann und Cramer ... habe ich das Verfahren eingestellt, weil die Beschuldigten nicht haben ermittelt werden können...“ Mit dem Handbuch der Justiz 1958 fand Hertslet dann selbst heraus, dass Wöhrmann in Celle arbeitete. Durch einen Spiegelartikel 1959 wurde die Anzeige publik. Der Film „Rosen für den Staatsanwalt“ wurde durch die Ähnlichkeit mit dem Fall Wöhrmann beworben: „Kaum hatten die Dreharbeiten ... begonnen ... da veröffentlichte ein bekanntes deutsches Nachrichtenmagazin einen Parallelfall.“ Das Verfahren wurde im August 1960 vom Generalstaatsanwalt vor dem Landgericht Berlin und im Juli 1961 endgültig durch den Generalstaatsanwalt beim Kammergericht eingestellt. 1979 griff der Dramatiker Rolf Hochhuth in seinem Filbinger-Stück „Juristen“ den Fall Hertslet auf: „Jüngeren Lesern, die das anzweifeln könnten, weil sie es unglaublich finden, muß belegt werden, daß tatsächlich noch viele Jahre nach dem Krieg zum Beispiel in Celle als Senatspräsident ein ehemaliger Oberfeldrichter amtierte“. „Der Senatspräsident, der diese zwei deutschen Soldaten umbringen wollte, erhält heute viele tausend Mark Pension im Monat, unendlich mehr als je die Witwe eines hingerichteten Soldaten erhielt.“ Unter Bezug auf Klein und Wöhrmann: „Was wiederum beweist, daß auch unter Hitler Richter selbst die Wahl hatten, Menschen zu bleiben oder Bestien zu werden.“
Der von Rosencrantz und Baecker gerettete Rittmeister Kleffel wurde nach dem Krieg Oberstaatsanwalt in Hildesheim und Rosencrantz war dort untergebener Staatsanwalt. Rosencrantz war der Ansicht, dass das Gericht der Wehrmachtkommandantur wie auch das Zentralgericht des Heeres keine politischen Gerichte gewesen seien. Es sei Krieg gewesen und so habe man „im Interesse der Disziplin in solchen Fällen scharf durchgegriffen“. Kleffel selbst hatte gegen Wöhrmanns Berufung zum Senatspräsidenten 1952 keine Einwände.

## Familie
Sein Vater war Superintendent Karl Wöhrmann. Seine Mutter Madeleine, geborene Beauvais, stammte aus einer Hugenottenfamilie.